# Kościół Matki Boskiej Anielskiej w Rzadkowie
Kościół Matki Boskiej Anielskiej w Rzadkowie – rzymskokatolicki kościół parafialny zlokalizowany w miejscowości Rzadkowo (powiat pilski, województwo wielkopolskie), będący siedzibą parafii Matki Boskiej Anielskiej.

## Historia
Lokalna parafię erygowano 13 listopada 1936 (mieszkańcy uczęszczali wcześniej do kościoła w Miasteczku Krajeńskim). Przez początkowy rok nabożeństwa odprawiano w miejscowej kaplicy, pochodzącej z 1848. Wzniosła ją hrabina Joanna Nepomucena Grabowska. Jednocześnie budowano obecny kościół, czego inicjatorem (i współfundatorem) był miejscowy gospodarz Bronisław Kaja, kierujący się m.in. chęcią wzmocnienia katolicyzmu w rejonach przy ówczesnej granicy z Niemcami. Była to rodzina patriotyczna. Brat Bronisława (Władysław, kierownik szkoły w Budzyniu) został rozstrzelany 7 listopada 1939 przez Niemców na Wzgórzach Morzewskich. Budowę finansowano ze składek zorganizowanych w kościołach całej Polski. Świątynię poświęcono w 1938, a konsekrowano w 1963.

## Galeria

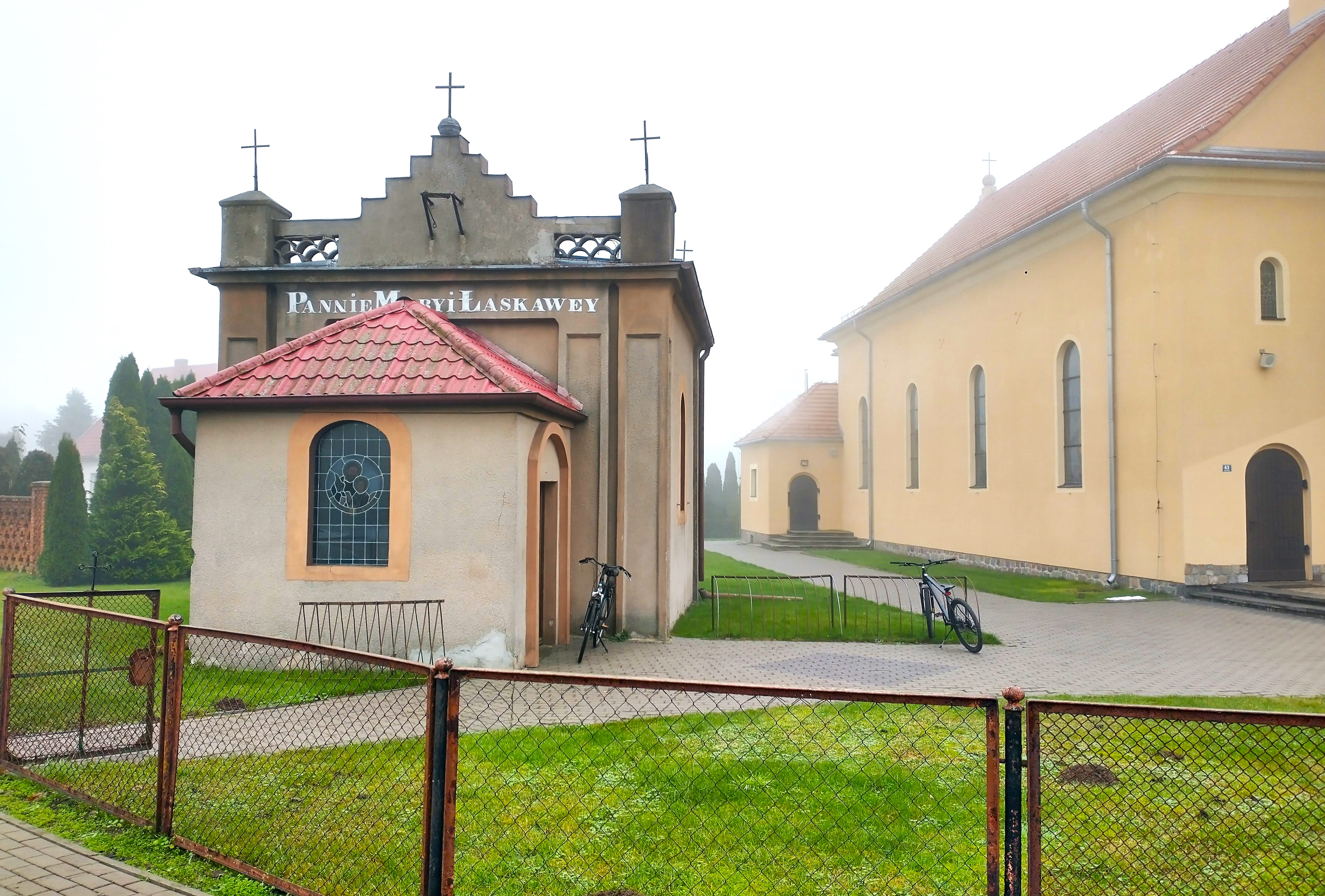
Kaplica pogrzebowa
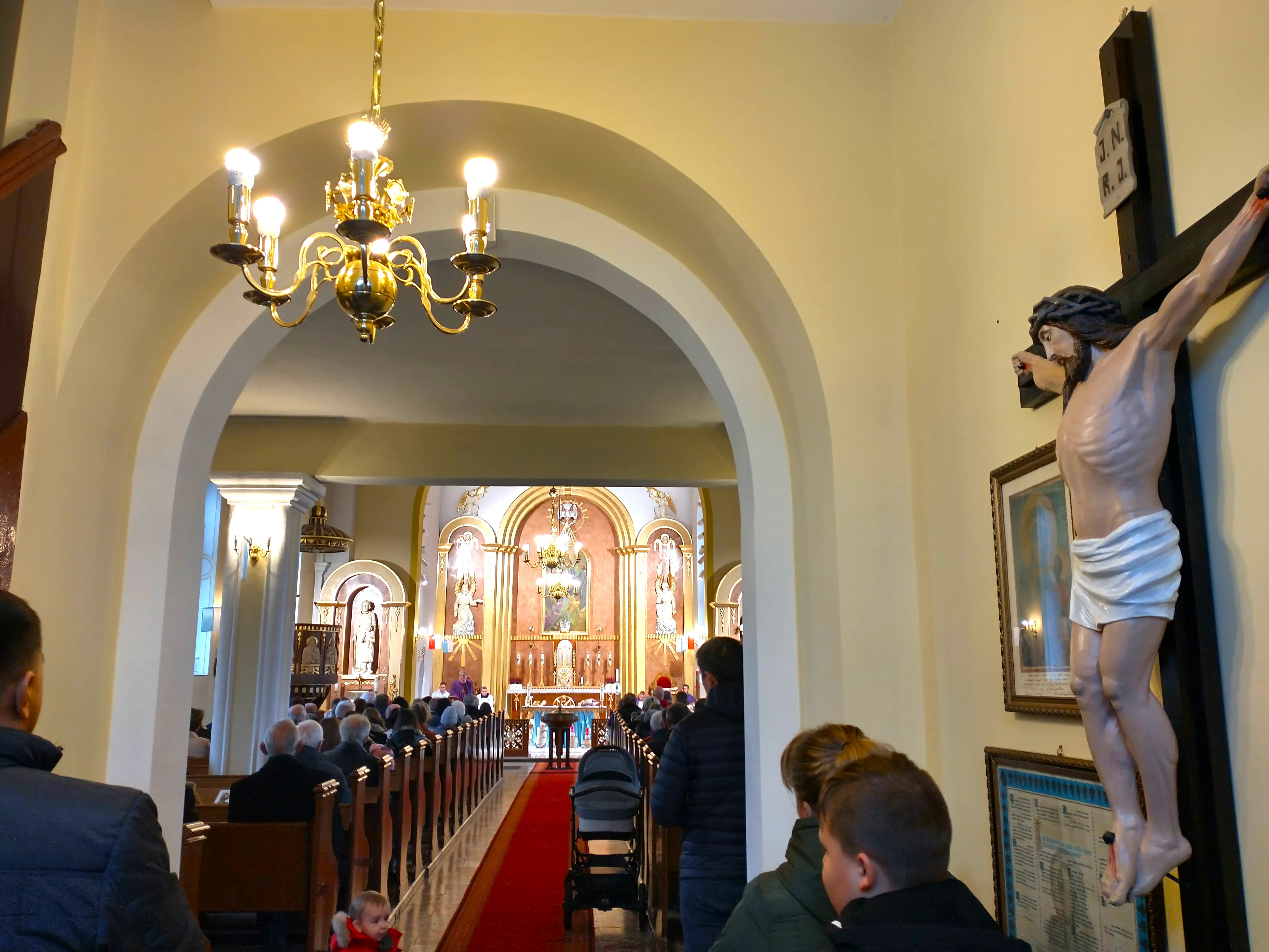
Fragment wnętrza